# 全国高等学校総合文化祭
全国高等学校総合文化祭（ぜんこくこうとうがっこうそうごうぶんかさい）は、全国から各都道府県を代表する高校生が集結し、美術作品の展示や演劇・音楽の舞台発表などの芸術・文化を披露する、日本の高等学校の文化の祭典。文化庁、全国高等学校文化連盟、開催地となる都道府県と市町村及びその教育委員会が主催する。全国高等学校総合体育大会（通称:インターハイ）に対比して、「文化部のインターハイ」とも呼ばれる。「全国高総文祭」（ぜんこくこうそうぶんさい）と略記されるほか、「全高総文」（ぜんこうそうぶん）、｢総文｣ （そうぶん）、「総文祭」（そうぶんさい）とも略される。

## 開催内容
規定部門・協賛部門の発表、展示会等のほかに、以下のイベントが開催される。

### 総合開会式
第12回熊本大会から大会歌として作詞：向川栄美（当時・愛知県立岡崎高等学校）作曲：乗松美紀（同・愛媛県立松山北高等学校）の『全国高文連の歌』が総合開会式で歌われ、併せて全国高文連旗の引継ぎ、前後開催都道府県の演技・演奏や国際交流が行われたりする。近年では秋篠宮が出席（2021年はリモート参加）されている。

### パレード
全国の高校のマーチングバンド、バトントワリングなどにより、開催地でのパレードが行われる。

### 優秀校東京公演
1989年から「演劇」「日本音楽」「郷土芸能」の各部門において優秀校とされた学校には、東京での後日上演する権利が与えられる。

### 国際交流
主催者の全国高文連の事業である国際交流が、総合文化祭の際に行われている。
- 次年度全国高総文祭開催県が招聘した外国の高校生の1団体が、その県での交流会に参加。その後、全国高総文祭開催県に入り、パレード・総合開会式に出演する。
- 当該年度全国高総文祭開催県が招聘した外国の高校生の約3団体が、総合開会式へ出演する。

## 開催部門

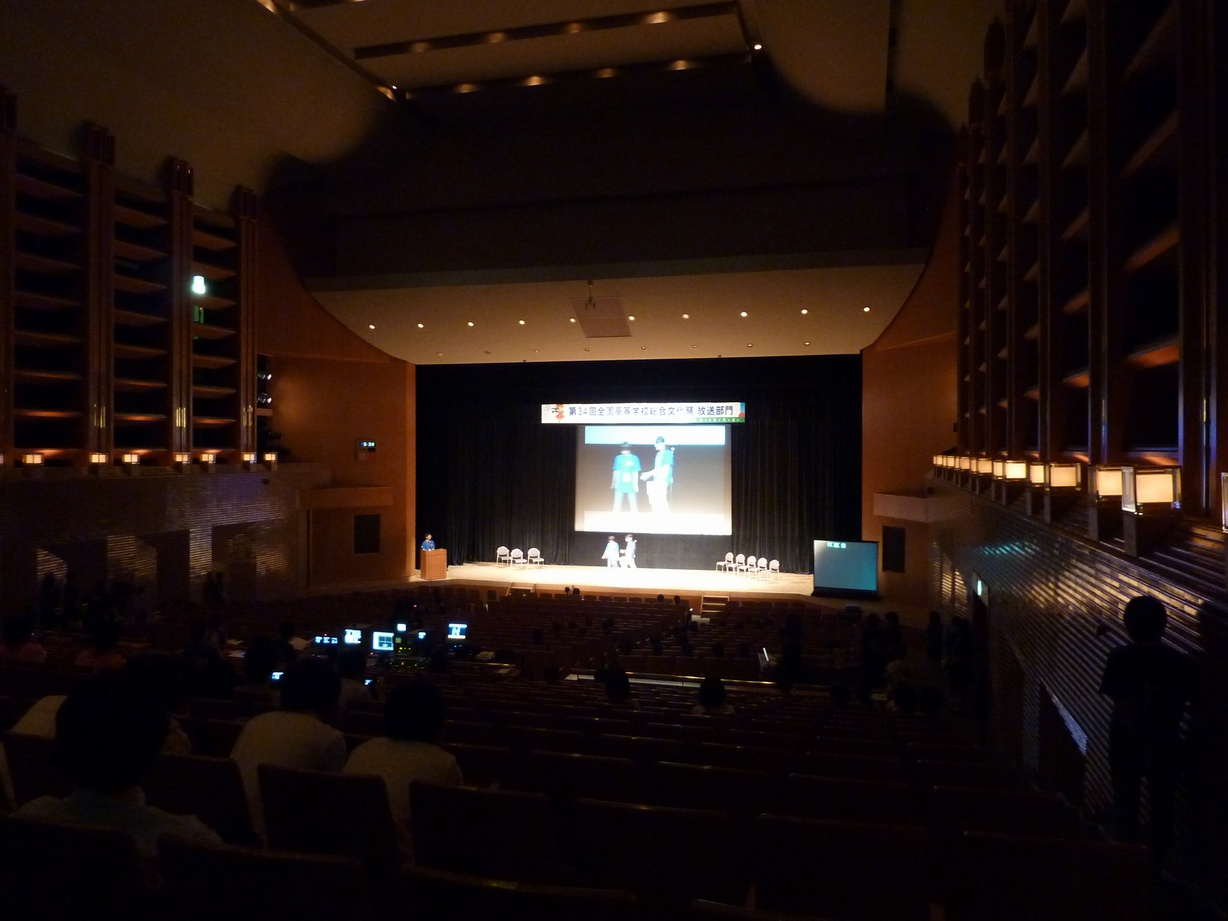
放送部門リハーサル（第34回宮崎大会、清武町文化会館）

### 規定部門
全国高等学校文化連盟に専門部が置かれている19部門
- 演劇（全国高等学校演劇大会）
- 合唱
- 吹奏楽
- 器楽・管弦楽
- 日本音楽
- 吟詠剣詩舞
- 郷土芸能
- マーチングバンド・バトントワリング
- 美術・工芸
- 書道
- 写真
- 放送
- 囲碁
- 将棋（全国高等学校将棋選手権大会）
- 弁論（文部科学大臣旗全国高等学校弁論大会）
- 小倉百人一首競技かるた
- 新聞
- 文芸
- 自然科学（第35回から）

### 協賛部門
前述の規定部門の他、協賛部門が設けられる。開催県独自の部門が協賛部門となるので、設けられる部門は大会ごとに違う。

## 大会シンボルデザイン
ここでは各大会でそれぞれ異なるシンボルデザインについて説明する。

### 大会愛称
主に開催年や開催地名などが使われる大会の愛称。

### 大会テーマ
大会の基本方針や基本理念を象徴する大会のキャッチフレーズ。開催地の高校生が考案する。

### 大会シンボルマーク
全国高文連のマークを中心に開催地や大会をイメージして作られるマーク。

### 大会マスコットキャラクター
開催地の伝統的な文化や特色などを象徴するマスコットキャラクター。

### 大会ポスター
大会を一般に認知させるために使用される絵画ポスター。開催地の高校生が制作する。

### 大会イメージソング
開催地への誇りや愛着を表現し、大会を盛り上げるために作られる曲。開催地の中高生、または開催地出身の作曲家が作詞作曲する。
作曲されたものはプロの作曲家などによって、合唱や吹奏楽、ピアノ独奏など様々な系統の音楽に編曲される。

## 歴代開催地一覧
| 回 | 開催期間                 | 開催地   | 大会愛称                 | 大会テーマ                                                                    |
| -- | ------------------------ | -------- | ------------------------ | ----------------------------------------------------------------------------- |
| 1  | 1977年7月31日 - 12月1日  | 千葉県   |                          |                                                                               |
| 2  | 1978年8月2日 - 10月11日  | 兵庫県   |                          |                                                                               |
| 3  | 1979年8月1日 - 11月3日   | 大分県   |                          |                                                                               |
| 4  | 1980年8月5日 - 11月12日  | 石川県   |                          |                                                                               |
| 5  | 1981年7月29日 - 10月28日 | 秋田県   |                          |                                                                               |
| 6  | 1982年7月29日 - 11月25日 | 栃木県   |                          | つくる喜び ふれあう心 ひろがる未来                                            |
| 7  | 1983年8月2日 - 11月3日   | 山口県   |                          | 友情 創造 かがやけ青春                                                        |
| 8  | 1984年7月31日 - 10月17日 | 岐阜県   |                          | かたろう友情 つくろう文化 ひらこう未来                                        |
| 9  | 1985年8月2日 - 10月30日  | 岩手県   |                          | 創造―いまここに青春のあかしを                                                 |
| 10 | 1986年8月27日 - 11月5日  | 大阪府   |                          | 全国から大阪へ―そして未来へ                                                   |
| 11 | 1987年8月28日 - 10月7日  | 愛知県   |                          | 今、愛知につどう 創造の心                                                     |
| 12 | 1988年8月25日 - 11月3日  | 熊本県   |                          | 熊本で 未来へ放とう 文化の矢                                                  |
| 13 | 1989年8月17日 - 10月26日 | 岡山県   |                          | 創造のかけ橋 岡山から未来へ...                                                |
| 14 | 1990年8月23日 - 11月3日  | 山梨県   |                          | はばたけ 創造の翼 いま 山梨の空に                                             |
| 15 | 1991年8月3日 - 11月12日  | 香川県   |                          | 青春の 夢さんさん いま香川の空と海に                                          |
| 16 | 1992年8月3日 - 11月11日  | 沖縄県   |                          | おこそう 文化の波 マリンロードにのせて                                        |
| 17 | 1993年8月12日 - 10月21日 | 埼玉県   |                          | 創造の海 いま埼玉に現わる                                                     |
| 18 | 1994年8月4日 - 8日       | 愛媛県   |                          | そこに新しい君が見えるように '94愛媛                                          |
| 19 | 1995年8月4日 - 8日       | 新潟県   |                          | 燃えよ創造の海 日本海を夢色に染めて                                           |
| 20 | 1996年8月6日 - 10日      | 北海道   |                          | 星よ 集え輝け 北斗の地に                                                      |
| 21 | 1997年8月7日 - 11日      | 奈良県   |                          | 咲かせよう 創造の華 万葉の風に誘われて                                        |
| 22 | 1998年8月7日 - 11日      | 鳥取県   |                          | 空高く 創造の鳥 舞い上がれ '98鳥取                                            |
| 23 | 1999年7月30日 - 8月3日   | 山形県   |                          | 虹の帆をはれ 文化のそらへ                                                     |
| 24 | 2000年8月5日 - 9日       | 静岡県   |                          | 空翔る 創造の翼 富士を越え                                                    |
| 25 | 2001年8月3日 - 7日       | 福岡県   |                          | 金印の地に文化の花開き 今 21世紀始まる                                        |
| 26 | 2002年8月7日 - 11日      | 神奈川県 |                          | 潮風にのり かもめよはばたけ 創造の翼広げて                                    |
| 27 | 2003年8月8日 - 12日      | 福井県   |                          | 心の泉より 湧き出る文化よ 大河となり海を成せ '03福井                          |
| 28 | 2004年7月30日 - 8月3日   | 徳島県   |                          | 藍色の 創造の風 渦となれ 2004徳島                                             |
| 29 | 2005年7月27日 - 31日     | 青森県   |                          | 青春の夢 青い森かけめぐり 文化の虹ときらめいて                                |
| 30 | 2006年8月2日 - 6日       | 京都府   |                          | 咲き誇れ 京ここから 飛びたとう 未来(あす)にむかって                           |
| 31 | 2007年7月29日 - 8月2日   | 島根県   | 全国高総文祭しまね’07    | 悠久の地より吹く新しい風 ～島根2007～                                         |
| 32 | 2008年8月6日 - 10日      | 群馬県   | ぐんま総文               | 上州に舞え創造の風                                                            |
| 33 | 2009年7月29日 - 8月2日   | 三重県   | 全国高総文祭 みえ'09     | ～美(うま)し国、三重～ この場所、この時に 情熱でつくりあげる わたしたちの舞台 |
| 34 | 2010年8月1日 - 5日       | 宮崎県   | 全国高総文祭みやざき2010 | とき放て創造の力 熱き太陽の光と共に                                           |
| 35 | 2011年8月3日 - 7日       | 福島県   | 2011ふくしま総文         | 集めよう創造の輪 思いをつないでほんとの空へ                                   |
| 36 | 2012年8月8日 - 12日      | 富山県   | 全国高総文祭とやま2012   | 創造の舞台〜美しき越の国〜                                                    |
| 37 | 2013年7月31日 - 8月4日   | 長崎県   | 2013 長崎しおかぜ総文祭  | 集え長崎 帆を張れ文化の船に                                                   |
| 38 | 2014年7月27日 - 7月31日  | 茨城県   | いばらき総文2014         | 創造の花を咲かせよ 聳(そび)える筑波嶺(つくばね) 吹きぬける文化の風            |
| 39 | 2015年7月28日 - 8月1日   | 滋賀県   | 2015滋賀 びわこ総文      | 翔(と)びたとう 創造の翼で きらめく湖(うみ)から                                |
| 40 | 2016年7月30日 - 8月3日   | 広島県   | 2016ひろしま総文         | 創造の風 希望の光 平和を願う心 三本の矢に込めて                               |
| 41 | 2017年7月31日 - 8月4日   | 宮城県   | みやぎ総文2017           | 集え伊達の地に 創造の短冊に思いをのせて                                       |
| 42 | 2018年8月7日 - 11日      | 長野県   | 2018信州総文祭           | みすずかる信濃に若木は競い森を深める 山脈(やま)渡る風に種子(たね)を拡げて     |
| 43 | 2019年7月27日 - 8月1日   | 佐賀県   | 2019さが総文             | 創造の羽を広げ、蒼天へ舞え バルーンの如く                                     |
| 44 | 2020年7月31日 - 8月6日   | 高知県   | 2020こうち総文           | 蒼海の知 緑樹の感 陽光の志 いま、南国土佐に集うとき                           |
| 45 | 2021年7月31日 - 8月6日   | 和歌山県 | 紀の国わかやま総文2021   | 届けよう和の心 若葉が奏でるハーモニー                                         |
| 46 | 2022年7月31日 - 8月4日   | 東京都   | とうきょう総文2022       | 江戸の街 光織りなす文化の花                                                   |
| 47 | 2023年7月29日 - 8月4日   | 鹿児島県 | 2023かごしま総文         | 47の結晶 桜島の気噴(いぶき)にのせ 紬(つむ)げ文化の1ページ                     |

### 2巡目
| 回 | 開催期間                | 開催地 | 大会愛称                             | 大会テーマ                                         |
| -- | ----------------------- | ------ | ------------------------------------ | -------------------------------------------------- |
| 48 | 2024年7月31日 - 8月5日  | 岐阜県 | 清流の国ぎふ総文2024                 | 集え青き春 漕ぎ出せ知の筏 水面煌めく清流の国へ     |
| 49 | 2025年7月26日 - 7月31日 | 香川県 | かがわ総文祭2025                     | 讃岐に咲くは 才(さい)の花たち                      |
| 50 | 2026年7月26日 - 8月1日  | 秋田県 | あきた総文2026                       | 輝く稲穂に廻らす想い おがれ若人 美の国秋田に今集え |
| 51 | 2027年7月下旬           | 石川県 | 2027 (にーまるにーなな) いしかわ総文 | はじけろ創造 彩れ未来 いざ百万石の地へ             |
| 52 | 2028年7月下旬           | 山口県 |                                      |                                                    |
| 53 | 2029年7月下旬           | 千葉県 |                                      |                                                    |
| 54 | 2030年7月下旬           | 兵庫県 |                                      |                                                    |

※内定が発表された開催予定地を含む。

## 特筆事項

### 第34回宮崎大会
2010年の第34回宮崎大会は口蹄疫発生の余波がある最中で開催された ものの、北海道十勝地方、静岡県、鹿児島県の一部の高校、10校・129人が不参加となった。県は大会による経済効果を約12億1000万円と算出している。

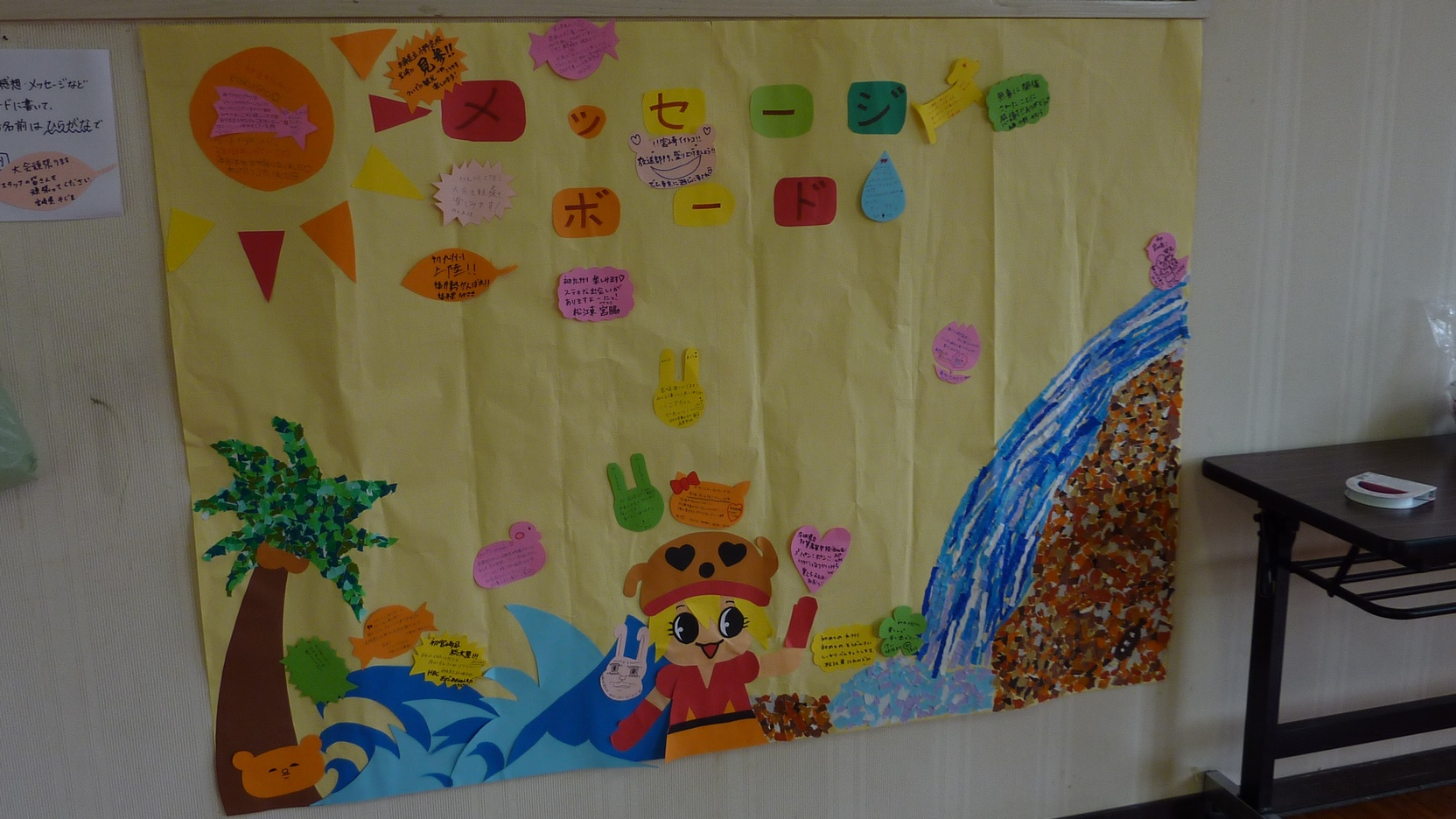
メッセージボード（放送部門）

### 第35回福島大会
2011年の第35回福島大会では東日本大震災の影響により、パレードおよび吹奏楽部門、マーチングバンド・バトントワリング部門、JRC・ボランティア（協賛部門）は中止、書道部門、放送部門は作品審査のみとなり、演劇部門は香川県、郷土芸能部門は岩手県で開催され、その他の部門でも会場・日程変更がなされた。

### 第44回高知大会
2020年の第44回高知大会は新型コロナウイルスの感染拡大を受け、主催の高文連、文化庁、県等が協議した結果、生徒が集まらない形での開催に変更を行うと発表。

## 問題点

### 教員への過重労働問題
全国高等学校総合文化祭の運営において、開催地の教員が準備作業に伴う過重労働を強いられていることが問題視されている。大会の準備期間が長期化し、教員の業務が増加・属人化していることに加え、引き継ぎマニュアルや支援体制が不十分であることが主な原因として指摘されている。実際に、準備業務に携わった教員が精神的・身体的な不調を訴え、心療内科を受診する事態も生じており、運営の持続可能性を高めるためには、業務の標準化、外部委託の活用、教員の健康管理体制強化などの改善策が必要であるとの声が挙がっている。。